# Sceloporus subniger
Sceloporus subniger là một loài thằn lằn trong họ Phrynosomatidae. Loài này được Poglayen & Smith mô tả khoa học đầu tiên năm 1958.